# 佛山佛斯弟足球俱乐部
佛山佛斯弟足球俱乐部成立于1994年，早期是由佛山市体委组建，是一支曾存在的中國足球俱乐部，亦是佛山市第一支职业足球俱乐部，中國甲B联赛始创球队之一。

## 历史
俱乐部前身为成立于1988年11月的佛山市足球队。1994年职业化后，佛山队成为甲B联赛的创始球队之一。佛山佛斯弟在甲B征战多年，一直未能冲上甲A。1994年中国足球甲B联赛列甲B第四名。1995年中国足球甲B联赛排在第五名。1996年中国足球甲B联赛，主营摩托车的佛斯弟公司介入经营，球队最终排在第三名，创下球队历史最好成绩，差一点升入甲A。1997年中国足球甲B联赛排在第八名。再次冲击甲A失败，球队负债累累，佛山市体委和佛斯弟公司都希望将球队出手。
冲击甲B联赛连续失败的厦门队（属厦门市体委）和长春亚泰队都看上了佛山佛斯弟。厦门赖昌星的远华集团本想另组一支厦门队，厦门市政府出面调解，远华和市体委同意共建厦门队。赖昌星本来也不想买壳进甲B，但在多方劝说下，赖昌星同意买下佛山佛斯弟。由于出手大方，远华在和长春亚泰的竞争中占了上风。1997年底，佛山佛斯弟转卖给厦门足球俱乐部，转让金额为1680万人民币，佛山佛斯弟足球俱乐部从此消失。

## 俱乐部曾使用名稱
- 1994-1995年 Foshan Team 佛山队
- 1996-1997年 Foshan Fosti 佛山佛斯弟

## 知名球员
- 卓卓
- 李伟

## 外部連結
- 十年甲A球队转让奇怪记